# Pic Bottleneck
Pour les articles homonymes, voir Bottleneck (homonymie).
Le pic Bottleneck, en anglais Bottleneck Peak (littéralement, « pic du Goulot »), est un monolithe naturel, situé au nord-est de Sids Mountain dans le San Rafael Swell en Utah aux États-Unis. Il culmine à 1 952 mètres d'altitude.